# جويل ووكر
جويل ووكر (بالإنجليزية: Joel Walker)‏ هو لاعب سنوكر بريطاني، ولد في 16 مارس 1994 في شفيلد في المملكة المتحدة.

## روابط خارجية
- جويل ووكر على موقع CueTracker.net (الإنجليزية)
- جويل ووكر على موقع بطولة العالم للسنوكر (الإنجليزية)